# 송복섭
송복섭(宋福燮, 1957년 8월 25일 ~ )는 대한민국의 제7·8·9대 충청남도 부여군의원이다.

## 학력
- 서해대학 케어사회복지과 졸업

## 경력
- 부여군 여성단체협의회 회장
- 2014. 7.~2018. 6. 제7대 충청남도 부여군의회 의원
- 2014. 7.~2016. 7. 제7대 충청남도 부여군의회 전반기 산업건설위원회 위원
- 2014. 7.~2016. 7. 제7대 충청남도 부여군의회 전반기 의회운영위원회 위원
- 2014. 7.~2016. 7. 제7대 충청남도 부여군의회 전반기 예산결산특별위원회 위원장
- 2016. 7.~2018. 6. 제7대 충청남도 부여군의회 후반기 총무위원회 위원장
- 2016. 7.~2018. 6. 제7대 충청남도 부여군의회 후반기 예산결산특별위원회 위원
- 2018. 7.~2022. 6. 제8대 충청남도 부여군의회 의원
- 2018. 7.~2020. 7. 제8대 충청남도 부여군의회 전반기 의장
- 2020. 7.~2022. 6. 제8대 충청남도 부여군의회 후반기 산업건설위원회 위원
- 2020. 7.~2022. 6. 제8대 충청남도 부여군의회 후반기 의회운영위원회 부위원장
- 2022. 7.~2024. 1. 제9대 충청남도 부여군의회 전반기 총무위원회 위원
- 2022. 7.~2024. 1. 제9대 충청남도 부여군의회 전반기 의회운영위원회 위원장
- 2022. 7.~2024. 1. 제9대 충청남도 부여군의회 전반기 예산결산특별위원회 위원

## 공직선거법 위반
- 2024년 1월 11일 송복섭 부여군의원 당선무효 확정...4월 10일 재선거

## 역대 선거 결과
|  | 36.37% |

|  | 29.50% |

|  | 28.02% |